# スケープゴート
スケープゴート（英: scapegoat）は、「身代わり」「生贄（いけにえ）」などの意味合いを持つ聖書由来の用語。「贖罪（しょくざい）の山羊」等と訳される。
現在の意味はこのやや宗教的な意味合いから転じて、防衛機制のひとつとして不満や憎悪、責任を、直接的原因となるもの及び人に向けるのではなく、他の対象に転嫁することでそれらの解消や収拾を図るといった場合（投影）の、その不満、憎悪、責任を転嫁された対象を指す。簡単な使われ方として、事態を取りまとめるために無実の罪を着せられた「身代わり」や、無実の罪が晴れた場合の「冤罪」などが存在する。

## 原義
原義としてはヘブライ聖書のレビ記16章において、贖罪の日に人々の苦難や行ってきた罪を負わせて荒野に放した山羊を指した。

7 アロンはまた二頭のやぎを取り、それを会見の幕屋の入口で主の前に立たせ、
8 その二頭のやぎのために、くじを引かなければならない。すなわち一つのくじは主のため、一つのくじはアザゼルのためである。
9 そしてアロンは主のためのくじに当ったやぎをささげて、これを罪祭としなければならない。
10 しかし、アザゼルのためのくじに当ったやぎは、主の前に生かしておき、これをもって、あがないをなし、これをアザゼルのために、荒野に送らなければならない。

ユダヤ教のミシュナーには、アザゼルに贖われる山羊の角に真紅の糸を巻き、糸が切られると同時に山羊を峡谷に投げ落とすとある。
犠牲となる動物を選別し、飾り立てて境界の外に追いやるという儀礼の類型はヒッタイトや古代ギリシア、古代ローマなどにも見られる。イリリア人がエリュトライの街を攻略する際に、ヘカテーの巫女の託宣に従い、麻薬によって狂乱した雄牛をリボンや金糸で飾り立てて敵陣に追いやった。エリュトライの人々はこれを吉兆と捉え、雄牛を捕獲して食べたところ軍の一部が狂乱状態に陥ったため、エリュトライの攻略が成ったとポリュアイノスは伝えている。有名なトロイアの木馬の伝説も、受け入れた者に破滅を転移させる聖なる動物儀礼の類型に属する。
ギリシャ語ではスケープゴートのことをパルマコスという。古代ギリシアにはタルゲリア祭というアポロンの祭礼の日に、共同体の中でアウトサイダー的な人物がパルマコスに選ばれ、充分な食事を与えられ、飾り立てられた上で街の外周を引き回され、国外追放や石打ちにされる儀礼が行われていた。タルゲリア祭は、町の住民全体の不浄をパルマコスの破滅とともに清祓することで自身の潔癖さを再確認し、共同体を疫病や戦争、旱魃といった災いから守る儀礼であった。この呪術的な行事の類例はヘブライ聖書など多くの神話や伝承に見られる。フレイザーは、原初的なスケープゴートとは、豊穣をコントロールする呪術的な力を備えた植物霊の化身として毎年任命される王であり、呪力を維持するために毎年追放されたり殺されたりする必要がある存在だったと述べている。

## 個人的
医学的なスケープゴートの定義は以下である。

「攻撃性、敵意、欲求不満などの感情を、別の個人またはグループに集中させるために、投影もしくは置き換えといったメカニズムが利用されるプロセス。非難の量は不当である。」

スケープゴートは、そのグループに属する少数の個人の非倫理的または不道徳な行為を利用して、所属するグループ全体を特徴づけるためにしばしば採用される、敵対的な戦術である。スケープゴートは、関連性の誤謬とステレオタイプによる罪悪感に関連している。

### 心理学的投影
自分が望まない考えや感情は否認として、スケープゴートになる別の人に無意識に投影されることがある。この概念は、集団的な投影に拡張されうる。その場合には、特定の個人またはグループが、別のグループの問題のスケープゴートになる。精神科医カール・ユングは、「間違った振る舞いをする人は必ず存在し、そういった人たちは普通の人にとってスケープゴートや興味の対象となるような行動をする」と考えた。

## 集団的
政治の一つの手法として使われる意味合いとしては、方針や主義に不利益とされる小規模な集団や社会的に弱い立場の人間をスケープゴートとして排除するなどして、社会的な支持や統合を目的とするといったものもある。
例えば、テュアナのアポロニオスは、疫病に襲われたエフェソスで、不安に怯える全市民を劇場に集めた上で一人の乞食を指差し「彼こそ疫病のダイモーンである」と宣言した。乞食は埋もれるほどの石打ちによって死亡し、市民は気分爽快になったという。
第二次世界大戦中のナチスが行ったホロコースト（この言葉も聖書からきている）は、ユダヤ人をスケープゴートの対象としたものであることが挙げられる。また、ユダヤ人は上述のホロコースト以外でもあらゆる時代や地域で差別を受けているため、スケープゴートとして犠牲になるまえに、他の地域へ移住することによって難を逃れることもある。